# 八七疗养院姊妹楼
八七疗养院姊妹楼，位于中华人民共和国辽宁省大连市中山区文化街103号，已列为大连市文物保护单位。

## 保护
2003年9月29日，八七疗养院姊妹楼公布为第五批大连市文物保护单位。